# Narraga isabel
Narraga isabel là một loài bướm đêm trong họ Geometridae.